# Cantone di Pougues-les-Eaux
Il Cantone di Pougues-les-Eaux era una divisione amministrativa dell'arrondissement di Nevers.
È stato soppresso a seguito della riforma complessiva dei cantoni del 2014, che è entrata in vigore con le elezioni dipartimentali del 2015.
Comprendeva i comuni di:
- Fourchambault
- Garchizy
- Germigny-sur-Loire
- Parigny-les-Vaux
- Pougues-les-Eaux